# Рохинга
Рохинга са индоарийски народ,, населяващ щата Ракхайн в Мианмар, а също и като бежанци в Бангладеш (2017).
Преди кризата от 2016 – 2017 г. в Мианмар живеят приблизително 1 милион рохинга От август до декември 2017 г. около 625 000 бежанци от Ракхайн преминават границата с Бангладеш. Мнозинството са мюсюлмани, докато малка част са индуисти. Определяни от ООН през 2013 г. като едни от най-преследваните малцинства в света, на рохинга се отказва гражданство чрез Закона за гражданството на Мианмар от 1982 г. Според Human Rights Watch, законите от 1982 г. на практика отменят възможността за рохинга да придобиват гражданство. Въпреки че историята на народа може да се проследи до 8 век, законодателството на Мианмар не признава етническото малцинство като една от осемте „национални коренни раси“. Също така, на рохинга са отменени свободата на движение, държавното образование и работните места в сферата на услугите. Законовите условия, пред които са изправени рохинга в Мианмар, широко се сравняват с Апартейда от много международни учени, анализатори и политически фигури, включително нобеловия лауреат Дезмънд Туту.
Рохинга са подлагани на военни репресии през 1978, 1991, 1992, 2012, 2015, 2016 и особено през 2017 и 2018 г., когато по-голямата част от рохинга в Мианмар е изгонено от страната към съседен Бангладеш. ООН считат гоненията на рохинга в Мианмар за етническа чистка. Дипломатическите представители на ООН в Мианмар докладват за „дълга история на дискриминация и гонения срещу рохинга, които биха могли да се считат за престъпления срещу човечеството“ и за опасност от разгръщането на геноцид. Според някои разследващи на ООН, Мианмар иска да изгони всички рохинга от страната.
Рохинга твърдят, че са коренен народ от западните части на Мианмар с наследство от над хиляда години и влияние от арабите, моголите и португалците. В исторически план, регионът представлява независимо кралство между Югоизточна Азия и Индийския субконтинент. Законодатели рохинга са избирани в парламентите на Мианмар до започването на гоненията в края на 20 век. Въпреки че приемат термина рохинга в миналото, настоящото официално становище на правителството на Мианмар е, че рохинга не са национален коренен народ, а са незаконни имигранти от съседен Бангладеш. Правителството на Мианмар е спряло да признава термина рохинга и предпочита да нарича етноса бенгалци. Националната организация на рохинга изискват правото си на самоопределение в Мианмар.
Проучвания на ООН са намерили доказателства за нарастващо подбуждане към омраза и религиозна нетолерантност от ултранационалистките будисти срещу рохинга, докато силите за сигурност на Мианмар провеждат „общи екзекуции, принудителни изчезвания, произволни арести и задържания, измъчвания и малтретиране, както и принудителен труд“ срещу общността.